# ペパクラデザイナー
ペパクラデザイナーは、多摩ソフトウェアが販売しているペーパークラフト用展開図の制作支援を行うWindows用ソフトウェアである。

## 特徴
3DCGソフトで制作されたポリゴンモデルから自動的に展開図を計算・生成する。山折り線と谷折り線の区別や、のりしろの自動生成が行われるため、従来は高度な技術と手間を要したペーパークラフトの展開図設計を容易に行う事が可能となる。生成後の展開図に対して、レイアウトを変更したり、のりしろの付く位置を変更するなど、各種の編集操作が可能となっている。元々は「Tenkai」という名称のシェアウェアだったソフトウェアが、機能やインターフェイスを大幅に改善して市販化されたものである。日本語版の他に英語版・中国語版もリリースされている。
完成した展開図は印刷したり、画像ファイルやDXF形式での出力が可能である。独自形式の.pdoファイルを閲覧・印刷できる「ペパクラビューワー」が無料配布されているため、.pdoファイルで作品配布をすることもできる。カッティングプロッタとの連携に対応したビューワーもリリースされている。
モデリング機能は搭載されておらず、他の3DCGモデラーで作成した形状をインポートする事が前提となっている（多少の形状修正は本ソフト上で可能。パッケージ版にはモデリングソフトであるMetasequoiaの無償版が付属している）。

## 歴史
- 2002年7月 ペパクラデザイナー リリース
- 2004年9月 ペパクラデザイナー 1.2 リリース
- 2006年10月 ペパクラデザイナー 2 リリース
- 2008年7月 ペパクラデザイナー 3 リリース
- 2016年4月 ペパクラデザイナー 4 (ダウンロード版) リリース
- 2017年4月 ペパクラデザイナー 4 (パッケージ版) リリース